# Libor Tafat
Libor Tafat (* 12. prosince 1986, Plzeň) je český fotbalový útočník, který od ledna 2018 obléká dres švýcarského FC Weesen, hrající 5. nejvyšší soutěž.

## Fotbalová kariéra
Libor Tafat začínal s fotbalem v sedmi letech v Dobřanech, odkud přestoupil ještě v žákovském věku do sousedních Chlumčan. Z nich v roce 2006 přestoupil do Chanovic, odkud na podzim 2008 hostoval v Karlových Varech. V lednu 2009 se objevil na zkoušce v B-týmu Slavie, trenéra zaujal a jaro tak odehrál na hostování ve Slavii. V létě uplatnila Slavia opci na přestup, vykoupila jej a byla s ním podepsána šestiletá smlouva. Trenér Karel Jarolím dal hráči příležitost na letním soustředění A týmu Slavie v Krkonoších. Hned v prvním startu za A tým Slavie vstřelil Tafat v přátelském utkání proti Hradci Králové branku a trefil se i v dalším přátelském utkání proti Kladnu. Ligovou premiéru si odbyl 2. srpna 2009 v zápase druhého kola Gambrinus ligy v Brně, když odehrál posledních 13 minut. Nastoupil také do předkola Ligy mistrů proti Sheriffu Tiraspol. V zimě 2009 odešel na hostování do Mladé Boleslavi výměnou za Jana Kyselu. Sezonu 2010/2011 strávil v týmu FC Graffin Vlašim a následující sezonu v FK Kunice. V půlce sezóny 2012/2013 se stěhoval do Chomutova, kde nastoupil k 11 utkání a vsítil dvě branky. V červenci 2014 odešel do Domažlic, kde ale zůstal pouze 12 měsíců a odkud přestoupil do německého 1. FC Bad Kötzting, jejichž barvy hájil 2 roky. 31. ledna 2017 přestoupil do švýcarského týmu FC Brunnen. O necelý rok později, 1. ledna 2018 se přesunul do jiného švýcarského týmu hrající tou dobou pátou nejvyšší soutěž FC Weesen.